# Szil (növénynemzetség)

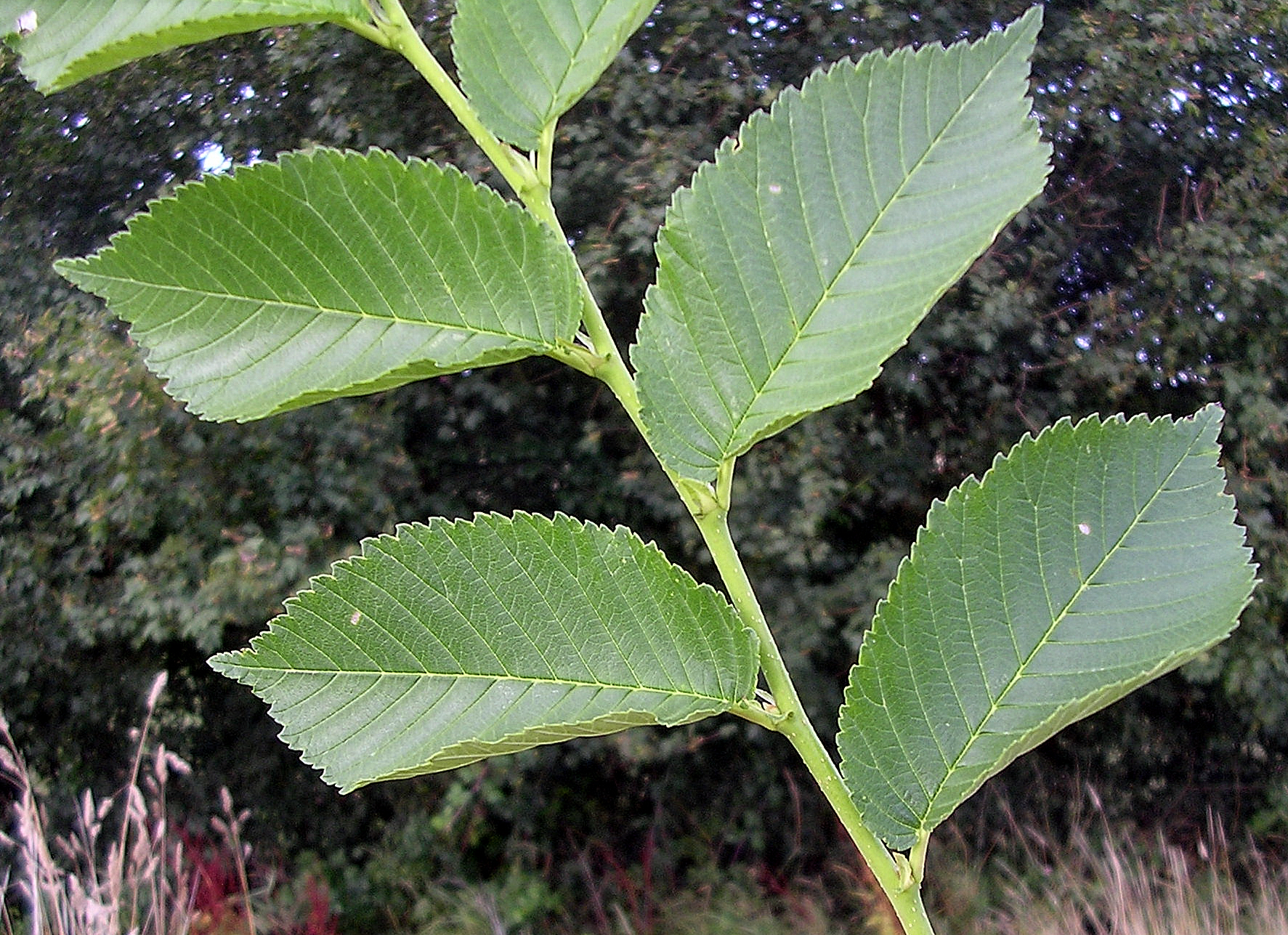
Levélzete

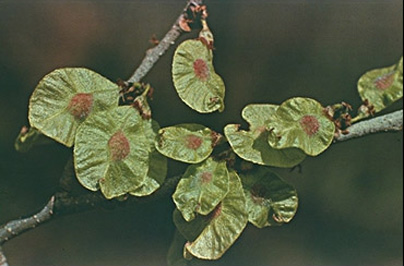
A vörös szil termése

A szil vagy szilfa (Ulmus) a rózsavirágúak (Rosales) rendjében a szilfafélék (Ulmaceae) család névadó, egyúttal legnagyobb és legészakabbra hatoló nemzetsége. Első pollen- és törzsmaradványait a felső krétából ismerjük; a legtöbb lelet az újidő oligocén korából került elő.

## Elterjedése, élőhelye
A nemzetség az északi félteke mérsékelt égövében honos. Az egykor élt európai egyedek nagy részét kiirtotta a szilfavésznek (Ophiostoma ulmi, Ascomyceta) nevezett gombabetegség. Magyarországon őshonos fajai:
- vénic-szil (Ulmus laevis),
- mezei szil (Ulmus minor),
- hegyi szil (Ulmus glabra).

Az egyes fajok más-más élettérhez alkalmazkodnak: a vénic és a mezei szil a lazán záródó ligeterdőkben él, a hegyi szil a hűvösebb hegyvidékeket kedveli, a szibériai szil (Ulmus pumila) pedig Közép-Ázsiában a vízpartok egyetlen fás növénye.

## Megjelenése
Egyes fajai cserjék, mások terebélyes fává cseperednek.
Rövid nyelű, többnyire durva tapintású levelei váltakozó állásúak, kétsorosak, a szélük egyszerűen vagy kétszeresen fűrészes, alakjuk gyakran aszimmetrikus.
Hímnős virágaiból köröskörül zászlós, egymagvú makkocska fejlődik. Mintegy 16 faja az északi féltekén terjedt el, Magyarországon 3 (a vitatott besorolású érdeslevelű szillel (U. procera) együtt 4) faj él.

## Életmódja
Virágai a levélrügyek fakadása előtt nyílnak.

## Kártevői

### Rovarkártevők
Az egyes szilfajok szövettani-genetikai hasonlósága okán fajspecifikus kártevőjük nemigen van; a szilt rontó rovarok legtöbbje többé-kevésbé nemzetségspecifikus: szinte valamennyi szilfajt károsítja.
A szilfák törzsében és ágaiban számos xilofág rovarfaj talál otthonra.
- Egyaránt kifejlődhet benne a nagy farontó lepke (Cossus cossus) és a kis farontó lepke (Zeuzera pyrina) lárvája – előbbi akár 3–4 évet is eltölt a törzsben, mire teljes, a 10 cm-t is megközelítő hosszát eléri.
- Három cincérfaj (Clytus rhamni, Exocentrus punctipennis, Saperda punctata) lárvái csak szilek fájában nő fel; mellettük sok polifág cincér (Megopis scabrionis, csőszcincér, kis hőscincér… stb.) lárvái is kifejlődnek pusztuló törzsében, illetve ágaiban.
- A száradó, vastagabb ágakban él a Magdalis armigera nevű kis (3–5 mm-es) ormányos bogár.
- A xylofágok közül talán legjelentősebbek a törzs, illetve ágak háncsrészében élő szúk (Acrantus vittatus, Scolytus scolytus, S. multistriatus, S. laevis, S. ensifer, S. pygmaeus) – közülük leghírhedtebb a nagy szil szíjácsszú (Scolytus scolytus), aminek imágói az 1-2 éves ágak villáit eszik, költőjáratukat pedig a törzsek szíjácsába rágják. Tömeges jelenlétük valószínűleg már önmagában is elegendő lenne a fa elpusztításához, de még ennél is több kárt okoznak a kifejlett szúk, mint az Ophiostoma ulmi nevű, tracheomikózist okozó gomba vektorai. A betegség terjesztésében más szúfajok is közreműködhetnek.
- Törzsén és vastagabb ágain tűnik fel az erősen polifág közönséges kagylóspajzstetű (Lepidosaphes ulmi) és a szilekhez iránti vonzalmát nevével is jelző szilfa-pajzstetű (Gossyparia spuria).
- Levelein fejlődnek ki több tarkalepke hernyói:
  - nagy rókalepke (Nymphalis polychloros),
  - gyászlepke (Vanessa antiopa),
  - C-betűs lepke (Polygonia c-album) hernyói a szilfák mellett a csalánt is pusztítják.

A szileken megél számos (bár a tölgyeknél azért kevesebb) polifág lepkehernyó, egyebek között:
- - Lycia hirtaria,
  - Biston strataria
  - Biston betularia,
  - Apochemia pilosaria,
  - Campaea margaritata araszoló hernyók.
- Előfordul a szileken több bagolylepke hernyója, így például:
  - Orthosia stabilis,
  - Orthosia munda,
  - Conistra vaccinii,
  - Cosmia trapezina;
- az egyéb lepkék közül:
  - bükk gyapjaslepke (Dasychira pudibunda),
  - sárgafoltos púposszövő (Phalera bucephala).
- A hegyi szil levelei az aknázómolyok kedvelt célpontjai. kisebb-nagyobb levélaknát találhatunk.
  - Hosszúkás, kígyózó aknákat készítenek a Stigmella nemzetségbe tartozó aknázómolyok (S. lemniscella, S. ulmiviora, S. ulmiphaga, S. viscerrella);
  - Foltaknákat rágnak a Lithocolletis fajok (L. tristrigella, L. agilella) lárvái.
  - az Ectoedemia amani hernyója a fiatal hajtások kérge alatt aknáz.
- Számos zsákhordó moly (a Coleophora fajok) is megtelepszik a szilfák levelein.
- Nagy, levélfelszíni aknákat rág a Kaliofenusa ulmi levéldarázs lárvája.
- A szil olajosbogárnak (Galerucella luteola) évente több nemzedéke kel ki. A leggyakrabban a mezei szilen található, de időnként a hegyi szil is megtelepszik. Ezt a levélbogár fajt a múlt század első felében Észak-Amerikába is behurcolták, és ott az Európában megszokottnál jóval jelentősebb károkat okozott a szilesekben – valószínűleg azért, mert a specialista parazitoidja "itthon maradt", és csak később telepítették gazdaállata után az Új Világba.
- A szilek sajátos, specialista rovarai a Pemphigidae családba tartozó, gubacsokozó levéltetvek. Gubacsaik többnyire nagyok, feltűnő színűek, könnyen azonosíthatóak.
  - A Schizoneura lanuginosa tyúktojásnyi, hólyagszerű gubacsában sok tetű fejlődik; az elszáradt gubacs sokáig az ágon marad.
- A levél felszínén alakul ki a Tetraneura ulmi  buzogányszerű, gyakran pirosló, üreges gubacsa.
- Az előzőhöz némileg hasonlóak, de laposabbak, tasakszerűek Colopha compressa gubacsai.
- Az Eriosoma ulmi a levél egyik oldalát megvastagítva sodratot hoz létre – ennek sárgászöld színe elüt az érintetlen levelek sötétzöldjétől.

## A kultúrában
Az ókori görög hitvilágban a szil volt Hermész, a kereskedők és a tolvajok istenének fája. Hermész vezetésével ennek szárnyas termései kísérték a lelkeket a világ ítélőbírája elé. A nimfák árnyat adó szilfákat ültettek az elesett hősök emlékére.
A római mitológiában a szil Juno istennő fája lett. Az idősebb Plinius szerint a cimberek elleni háború idején Nuceria városában, a Júnónak szentelt ligetben saját erejéből felépült az istennő oltárára ráborított, megcsonkított szilfa, majd rögtön virágba is borult, imígyen állítva helyre Róma tekintélyét. Mivel a rómaiak előszeretettel használták szőlőkarónak, megjelent Dionüszosz kultuszában is.
A mediterrán éghajlatú Dél-Franciaországban a szil helyettesítette a germánok hársfáját: ennek árnyékában hirdették isten igéjét, és ott is ítélkeztek.
A Skandináv és Germán mitológiában Odin testvéreivel, Vili-vel és Vé-vel a világ megalkotásakor az első emberpár teremtéséhez (Ask-nak és Embla-nak) kőrist és szilfát (vagy repkényt) használtak.

## Felhasználása
A szilfát – főképp a mezei szilt – erdészetileg is termesztik értékes fája miatt. Több változatát kertészetekben nemesítik és díszfának ültetik.
Régebben gyógynövénynek is tartották; az egyik első újkori botanikai leírása az olasz Matthioli 1571-ben megjelent orvosi növényleltárában olvasható. A szerző Dioszkoridészre hivatkozva azt állítja, hogy a fa borban feloldott kérge csillapítja a gyomorbántalmakat.
Mivel a szilfából égették a legjobb hamuzsírt, európai állománya már a szilfavész feltűnése előtt erősen megcsappant. Ezzel párhuzamosan főleg az idősebb példányokat mind nagyobb becsben tartották, és a szilfajták egyre fontosabb szerepet kaptak a tájképi kertekben, arborétumokban. Magyarország különböző emlékfái között számos szilfa akad, így például:
- Béri Balogh Ádám fája Szekszárd határában (a kuruc generális elfogatásának helyén);
- Rákóczi fája Máramarosban, az úrmezei határban (az ifjú Rákóczi állítólag ez alatt költötte el ebédjét, mielőtt Lengyelországba bujdosott);
- Rákóczi fája Balatonakarattyán (ahol Rákóczi sohasem járt) – az egykor 22 m magas, 742 cm törzskerületű fa 1967-ben zöldült ki utoljára; tönkjét 1972-ben konzerválták.